# 鄂尔璧
鄂尔璧（Joseph Gonnet, S.J. †，1815年—1895年）圣名若瑟，法国耶稣会会士、中国江南宗座代牧区耶稣会会长（1862-1866年）、宗座署理（1863-1866年）、直隶东南代牧区耶稣会会长（1866-1883年）、宗座署理（1878-1880年）。
1815年，鄂尔璧出生于法国天主教勒皮教區。1843年7月2日（28岁）晋升为耶稣会神父。1844年（29岁）前往中国传教。1862年11月23日担任耶稣会会长。1863年（48岁）鄂尔璧担任江南宗座代牧区宗座署理（代理主教）。1863年,鄂尔璧在徐家汇土山湾购买良田十余亩,修建土山湾孤儿院,内设绘画、雕塑、印刷等工场。同年,又从徐家汇来到佘山,在半山建造供神父休养的平房,内设小堂。
1866年5月6日（51岁）鄂尔璧离开江南代牧区，调往直隶东南代牧区，继续担任直隶东南代牧区的耶稣会会长17年之久。由谷振声接任江南耶稣会会长。1878年，杜巴尔主教前往上海祝圣新铎，在返回途中，病逝吴桥，由鄂尔璧出任宗座署理，直到1880年4月4日，任命新任直隶东南代牧步天衢主教，（7月15日抵达总堂）。
1895年（80岁） 
（或1884年？ 
）去世。